# GHG Protocol

Logo

Das GHG Protocol (Greenhouse Gas Protocol, dt. „Treibhausgasprotokoll“) ist eine private transnationale Standardreihe zur Bilanzierung von Treibhausgasemissionen (Carbon Accounting) und zum dazugehörigen Berichtswesen für Unternehmen und zunehmend für den öffentlichen Bereich. Die Entwicklung des GHG Protocol wird vom World Resources Institute (WRI) und dem World Business Council for Sustainable Development (WBCSD) koordiniert.
Die Standards des GHG Protocol knüpfen meist an solche des internationalen Klimapolitik-Regimes an und schließen Regelungslücken, die von staatlicher Seite noch nicht ausgefüllt wurden. Das GHG Protocol gilt als der am weitesten verbreitete Standard zur Erstellung von Treibhausgasbilanzen. Zahlreiche weitere Standards bauen auf ihm auf, darunter ISO 14064 und viele staatliche Unternehmensstandards.

## Entwicklung
Die Initiative zur Entwicklung des GHG Protocol ging vom World Resources Institute (WRI), einer Denkfabrik zum Thema Umweltschutz, und vom World Business Council for Sustainable Development (WBCSD), einem Unternehmensverband zum Thema nachhaltige Entwicklung, aus. Auslöser waren Diskussionen in den 1990er Jahren in diesen Organisationen und in kooperierenden Unternehmen, zum Beispiel British Petroleum und General Motors, wie Unternehmen mit ihren Treibhausgasemissionen umgehen, wie sie diese standardisiert erfassen und berichten sollten.
Im Jahr 1997 vereinbarten WRI und WBCSD, zusammen mit Nichtregierungsorganisationen eine Initiative ins Leben zu rufen, die ab 1998 Methoden zum Carbon Accounting standardisieren sollte. Die Entwicklung des Standards wurde von einem Gremium gesteuert, an dem Nichtregierungsorganisationen, wie der World Wide Fund For Nature (WWF), das Pew Center on Global Climate Change, The Energy Research Institute sowie Unternehmen, wie Norsk Hydro, Tokyo Electric und Shell, beteiligt waren.
Im Jahr 2001 veröffentlichte die Initiative die erste Version eines Unternehmensstandards. In den Folgejahren wurde eine Reihe von Richtlinien und Werkzeugen entwickelt, die eine standardkonforme Erfassung und Berichterstattung erleichtern sollten. Nach einer Testphase in 30 Unternehmen wurde 2004 eine überarbeitete Version des Unternehmensstandards veröffentlicht.
Im Jahr 2006 verwendete die International Organization for Standardization (ISO) den Unternehmensstandard als Basis für ihre Norm ISO 14064-I: Specification with Guidance at the Organization Level for Quantification and Reporting of Greenhouse Gas Emissions and Removals.
Seit der Veröffentlichung der ersten Version haben nach Angaben des GHG Protocol-Teams aus dem Jahr 2016 mehr als 1000 Unternehmen und andere Organisationen Methoden zur Bestandsaufnahme ihrer Treibhausgasemissionen nach dem GHG Protocol entwickelt. Im Jahr 2008 setzten etwa 60 % der Fortune-Global-500-Unternehmen den Standard ein, im Jahr 2017 waren es mehr als 90 %. Auch Unternehmen in Entwicklungsländern setzen zunehmend den GHG-Standard ein; hier trägt er dazu bei, nationale Berichtssysteme zu etablieren. Das GHG Protocol gilt als wichtigster und verbreitetster Standard zur Erfassung von Treibhausgasemissionen auf Unternehmensebene., S. 36

## Organisation
World Resources Institute (WRI) und World Business Council for Sustainable Development (WBCSD) kommen in der sogenannten GHG Protocol Initiative zusammen, um – je nach Anwendungsbereich gemeinsam mit weiteren privaten oder staatlichen Organisationen – die Standards zu entwerfen, weiterzuentwickeln und ihre Anwendung zu fördern. Mitarbeiter des WBCSD und des WRI bilden das GHG Protocol Team aus etwa 10 Mitarbeitern, die die Weiterentwicklung koordinieren, Öffentlichkeitsarbeit betreiben und Anwender unterstützen.
Die Arbeit wird vor allem von großen, internationalen Konzernen finanziert, darunter Automobilunternehmen und Energiekonzerne. Aber auch einzelne Regierungsinitiativen, wie die International Climate Initiative oder eine des deutschen Bundesministeriums für Umwelt, Naturschutz und Reaktorsicherheit (BMU), gehören zu den Sponsoren.

## Standards
Unter dem Dach des GHG Protocol wurden Standardprogramme für verschiedene Akteure aufgelegt: Dem Unternehmensstandard folgten unter anderem Standards für Treibhausgasinventare von Kommunen, ergänzt durch Standards für Klimaschutzprojekte, für lebenszyklusbasierte Produktemissionen und für nationale und regionale Klimaschutzziele und, damit verbunden, für die Schätzung der Klimawirkung politischer Maßnahmen.

### Allgemeines
Das GHG Protocol orientiert sich, ähnlich den Prinzipien ordnungsmäßiger Bilanzierung im Rechnungswesen, an Grundprinzipien der Relevanz, Vollständigkeit, Konsistenz, Transparenz und Genauigkeit. Es erfasst die im Rahmen des Kyoto-Protokolls regulierten Treibhausgase: Kohlenstoffdioxid (CO2), Methan (CH4), Lachgas (N2O), Fluorkohlenwasserstoffen (FKW), perfluorierte Kohlenwasserstoffe (PFCs), Schwefelhexafluorid (SF6) und Stickstofftrifluorid (NF3).

#### Bilanzierungsgrenzen
Bei der Einführung des Standards müssen zunächst die Bilanzierungsperiode und Organisationsgrenzen abgesteckt werden. Unternehmen können bei verbundenen Einrichtungen, zum Beispiel Tochterunternehmen oder Joint Ventures, die Grenzen entweder anhand von Eigentumsanteilen (equity share approach) oder der Kontrolle (control approach) festlegen. Beim equity share approach werden der Organisation die Treibhausgasemissionen entsprechend dem von ihm gehaltenen Anteil zugerechnet, beim control approach die vollständigen Emissionen, wenn es die Kontrolle ausübt, sonst keine. Für den öffentlichen Sektor ist nur der control approach relevant. Für Gebietskörperschaften sind dabei ihre geographischen Grenzen maßgeblich.
Innerhalb der Organisationsgrenzen werden die Emissionsquellen identifiziert, die bei der Leistungserbringung unter Unternehmenskontrolle stehen. Dies können bei Unternehmen zum Beispiel die Fahrzeugflotte, Gasheizungen, Kühlgeräte oder unternehmenseigene Kraftwerke sein. Die aus diesen Quellen emittierten Treibhausgase bilden die direkten Emissionen. Alle anderen Emissionen, die aus Quellen außerhalb der Grenzen stammen, nennt man indirekte Emissionen. Emissionen aus eigenen Quellen können gemessen oder, was weitaus üblicher ist, anhand von Verbrauch und Emissionsfaktoren geschätzt werden.

#### Scopes der Emissionen
GHG Protocol-Standards unterscheiden, ähnlich vergleichbaren Standards, weiter drei Bereiche (Scopes), denen Emissionen zugeordnet werden können:
Scope 1
alle direkten, d. h. aus Quellen innerhalb der eigenen Grenzen stammenden, Emissionen
Scope 2
die indirekten Emissionen aus außerhalb erzeugtem und eingekauftem Strom, Dampf, Wärme und Kälte
Scope 3
alle sonstigen indirekten Emissionen, darunter die aus Herstellung und Transport eingekaufter Güter oder Verteilung und Nutzung der eigenen Produkte oder der Entsorgung von Abfällen; auch Emissionen aufgrund von Geschäftsreisen gehören hierzu
Während das GHG Protocol seine Anwender zur Erfassung der Scope-1- und -2-Emissionen verpflichtet, ist Unternehmen die Erfassung der Scope-3-Emissionen freigestellt. Die Erfassung von Scope-3-Emissionen von Kommunen wird zum großen Teil nicht vom Standard abgedeckt.

#### Emissionsberechnung aus Verbräuchen und Aktivitäten
In den meisten Fällen werden Emissionen nicht gemessen, sondern anhand von Verbräuchen berechnet. Die Umrechnung erfasster Verbräuche erfolgt mit Hilfe sogenannter Emissionsfaktoren: Je Brennstoff oder Aktivität werden für die verschiedenen frei werdenden Treibhausgase pauschal Emissionsfaktoren angesetzt. Die Berechnungswerkzeuge des GHG Protocol schlagen dazu die Werte des IPCC für nationale Treibhausgasinventare vor. Damit erhält man Mengen der frei werdenden Treibhausgase.
Die Klimawirkung der emittierten Treibhausgase (GHG) wird dann einheitlich als Treibhauspotential (Global Warming Potential, GWP) der äquivalenten Masse Kohlenstoffdioxid angegeben, die über 100 Jahre in etwa gleich viel zur globalen Erwärmung beitragen würde. Einheit ist meist Tonnen CO2-Äquivalent (t CO2-eq). Aktivitäten, die der Atmosphäre Treibhausgase entziehen, etwa das Anpflanzen zusätzlicher Wälder, können ein negatives Treibhauspotential haben.
Beispiel für die Berechnung anhand von Brennstoffverbrauch (stationäre Heizung, Erdgas):
Brennstoffmenge → je GHG: GHG-Masse = Brennstoffmenge × EmissionsfaktorBrennstoff, GHG → Summe(GHG-Masse × GWPGHG):
1600 m3 Erdgas → 3016 kg CO2, 269 g CH4, 5 g N2O → 3025 kg CO2-eq
Beispiel für die Berechnung einer Aktivität (1000 km Fahrt mit Pkw):
Distanz → je GHG: GHG-Masse = Distanz × EmissionsfaktorAktivität, GHG → Summe(GHG-Masse × GWPGHG):
1000 km → 234 kg CO2, 44 g CH4, 40 g N2O → 255 kg CO2-eq

#### Rolle im Carbon Management
Die Erstellung eines Treibhausgasinventars auf Basis der GHG Protocol-Standards für Unternehmen oder Kommunen ist in der Regel ein Schritt eines sogenannten Carbon Management-Prozesses: Nach der erstmaligen Bilanzierung, d. h. der Erstellung eines Basis-Treibhausgasinventars, und der Formulierung von Emissionsminderungszielen werden Klimaschutzmaßnahmen identifiziert, umgesetzt und es wird anhand jährlich aktualisierter Inventare geprüft, inwieweit damit die Ziele erreicht oder Nachbesserungen notwendig werden.

### Unternehmensstandard
Erster und bedeutendster Standard des GHG Protocol ist der Corporate Standard, der zur Bilanzierung und Berichterstattung von Treibhausgasemissionen in Unternehmen und anderen Organisationen herangezogen wird. Er wird ergänzt durch das Project Protocol, mit dem Projekte zur Emissionsminderung bewertet werden können, durch eine Richtlinie zu den besonders schwer zu erfassenden, außerhalb des Unternehmens liegenden Scope-3-Emissionen, eine Richtlinie zur Erfassung der Lebenszyklusemissionen von Produkten, was ebenfalls die Erfassung von Scope-3-Emissionen unterstützt, und verschiedene Berechnungswerkzeuge.
Industrievereinigungen, darunter das Internationale Aluminiuminstitut, das International Council of Forest and Paper Associations und die WBCSD Cement Sustainability Initiative, entwickelten weitere, sektorspezifische Werkzeuge und Richtlinien., S. 3
Unternehmen bilanzieren und berichten aus unterschiedlichen Gründen nach dem GHG Protocol:
- um unternehmerische Klimarisiken zu identifizieren und zu managen,
- um möglicherweise kosteneffektive Klimaschutzmaßnahmen zu ermitteln (vgl. Porter-Hypothese),
- um an freiwilligen Klimaschutzinitiativen teilzunehmen und sich so zum Beispiel klimafreundliche Investitionsmaßnahmen zu erschließen oder weil sie sich als verantwortungsvoll handelnde Unternehmen darstellen wollen und Imagegewinne erhoffen,
- um an Emissionshandelssystemen teilzunehmen,
- weil sie staatlichen Bilanzierungs- und Berichtspflichten unterliegen oder sich, in Erwartung solcher Pflichten, vorbereiten wollen.

Der Unternehmensstandard fand breite Akzeptanz. So benutzten ihn nach Angaben des GHG Protocol-Teams 2017 mehr als 90 % der Fortune-Global-500-Unternehmen. Das Interesse unterliegt jedoch Schwankungen: Insgesamt hängt, nach Einschätzung von Wissenschaftlern und von an der Standardisierung beteiligten Akteuren, der Einsatz des GHG Protocol-Standards in hohem Maß an den Erwartungen künftiger Klimapolitik. Die Aussicht auf effektiven Klimaschutz und Marktmechanismen zur Emissionsreduzierung veranlasst Unternehmen eher dazu, sich durch die Implementierung des GHG Protocol vorzubereiten.
So ging nach der als gescheitert geltenden UN-Klimakonferenz in Kopenhagen 2009, gerade in kohlenstoffintensiven Sektoren, das Interesse an der Zusammenarbeit mit der GHG Initiative deutlich zurück. Nach Einschätzung von Thierry Berthoud, ehemaliger Managing Director des WBCSD, scheuen Firmen ein aufwendiges Erfassen und Management ihrer Emissionen, wenn es keine klaren, langfristigen politischen Rahmenbedingungen und Preissignale gibt. Unternehmen verharrten nach Kopenhagen in einer abwartenden Haltung; nach dem Übereinkommen von Paris, 2016, nahm das Interesse wieder zu.
Viele Unternehmen zögern, ihre gesamten Scope-3-Emissionen aus ihren Lieferketten (Supply Chains) zu veröffentlichen. Wissenschaftler vermuten, dass Unternehmen bei der Reduktion dieser Emissionen signifikante Kosten erwarten und die Informationsqualität daher leidet. Das Carbon Disclosure Project befürchtet, dass in der Folge die Unternehmenszahlen ein irreführendes Bild bieten könnten. Hier fehlt, dem Politikwissenschaftler Thomas Hickmann zufolge, ein klarer Anreiz der internationalen Klimapolitik.

### Standards für Gebietskörperschaften
Das World Resources Institute sowie die Städtenetzwerke C40 Cities Climate Leadership Group und ICLEI – Local Governments for Sustainability erstellten einen Standard für Kommunen und andere, geografisch abgrenzbare subnationale Einheiten, den Global Protocol for Community-Scale Greenhouse Gas Emission Inventories-Standard (GPC). Mit seiner Hilfe können diese Gebietskörperschaften ein Treibhausgasinventar erstellen, sich Reduktionsziele setzen und deren Einhaltung verfolgen. Die Inventare sollen auch zu regionalen und nationalen Inventaren aggregiert werden können.
Nach einer Testphase 2013 und einigen Änderungen wurde der Standard im Dezember 2014 veröffentlicht. Er ist Nachfolger des International Local Government Greenhouse Gas Emissions Analysis Protocol (community section) der ICLEI aus dem Jahr 2009 ebenso wie des International Standard for Determining Greenhouse Gas Emissions for Cities, der von Weltbank, dem Umweltprogramm der Vereinten Nationen (UNEP) und UN-HABITAT 2010 veröffentlicht worden war. Städte, die dem Konvent der Bürgermeister angehören, darunter zum Beispiel Berlin, Köln, München, Wien oder Zürich, haben sich zur Erstellung von Emissionsbilanzen nach dem GPC Standard verpflichtet.
Emissionen, die aus Aktivitäten in Kommunen resultieren, werden in sechs Kategorien erfasst:
- Stationäre Energie (vor allem aus dem örtlichen Verbrauch fossiler Brennstoffe)
- Transport
- Entsorgung
- Industrieprozesse und Produktnutzung (IPPU)
- Land- und Forstwirtschaft, sonstige Landnutzung (AFOLU)
- alle sonstigen Emissionen, die außerhalb der geographischen Grenzen der Körperschaft entstehen als Ergebnis von Aktivitäten innerhalb der Grenzen

Städte können ihre Emissionen auf einem Grundniveau, BASIC genannt, erfassen – dazu gehören die aus den Kategorien stationäre Energie und Transport (Scope 1 und 2) sowie Entsorgung (hier auch Scope 3). Das anspruchsvollere BASIC+-Niveau umfasst auch die übrigen Kategorien, einschließlich von Transporten über die Gebietsgrenzen (Scope 3).
Neben dem GPC-Bilanzierungsstandard wurden im Rahmen des GHG Protocol auch Standards zu Klimaschutzzielen und -maßnahmen verfasst. Der Mitigation Goal Standard (2014) will nationalen und subnationalen Akteuren helfen, Klimaschutzziele zu fassen, ihre Erfüllung zu verfolgen und darüber zu berichten. Der komplementäre Policy and Action Standard zielt auf konkrete Klimaschutzmaßnahmen.

## Berichtspflichten und Veröffentlichung
Verschiedene Staaten, wie Frankreich, Großbritannien oder Australien, haben verpflichtende oder freiwillige Berichte nach dem GHG Protocol eingeführt. In Frankreich zum Beispiel sind Unternehmen mit mehr als 500 Mitarbeitern, öffentliche Körperschaften mit mehr als 250 Mitarbeitern und Bezirke mit mehr als 50.000 Einwohnern berichtspflichtig.
Treibhausgasbilanzen einzelner Akteure werden in sogenannten Greenhouse Gas Registries (GHG Registries, Treibhausgasregistraturen) gesammelt und veröffentlicht (Carbon Disclosure). Hier können sich – je nach Adressaten der Registratur – Öffentlichkeit, Investoren oder Behörden informieren. Nahezu alle GHG Registries, die nicht Basis für einen Emissionshandel sind, bieten die Berichterstattung nach GHG Protocol-Standards an.
Die Global Reporting Initiative, die Richtlinien für Nachhaltigkeitsberichte von Unternehmen erarbeitet, empfiehlt mittels des GHG Protocol Corporate Standard über Treibhausgasemissionen zu berichten. Das Carbon Disclosure Project (CDP), das eine Treibhausgasregistratur in Form einer öffentlichen Datenbank führt, empfiehlt den Unternehmen ebenfalls seit seiner fünften jährlichen Berichtsrunde (2007), Emissionsberichte anhand des GHG Protocol zu erstellen.
In einer Auswertung der bis 2009 reichenden CDP-Berichte des Bergbaus und der metallverarbeitenden Industrie aus Australasien hatten weniger als 30 % der angefragten Firmen Emissionsberichte vorgelegt, nur drei Firmen verwendeten das GHG Protocol, so dass eine – vom GHG Protocol angestrebte – bessere Vergleichbarkeit der Unternehmensdaten zu diesem Zeitpunkt nicht gegeben war. Das ist den Autoren zufolge ein Grund dafür, dass die offengelegten Emissionsinformationen auch von institutionellen Entscheidungsträgern schwer zu interpretieren sind.
Zwar strebt das GHG Protocol die Aggregationsfähigkeit berichteter Daten an. Es ist aber möglich, dass dieselben Emissionen von verschiedenen Unternehmen erfasst werden, es also zu einer Doppelerfassung kommt. Daten nach dem GHG Protocol eignen sich daher nur eingeschränkt für die Erstellung aggregierter, nationaler Emissionsbilanzen.